# Tavarnelle Val di Pesa

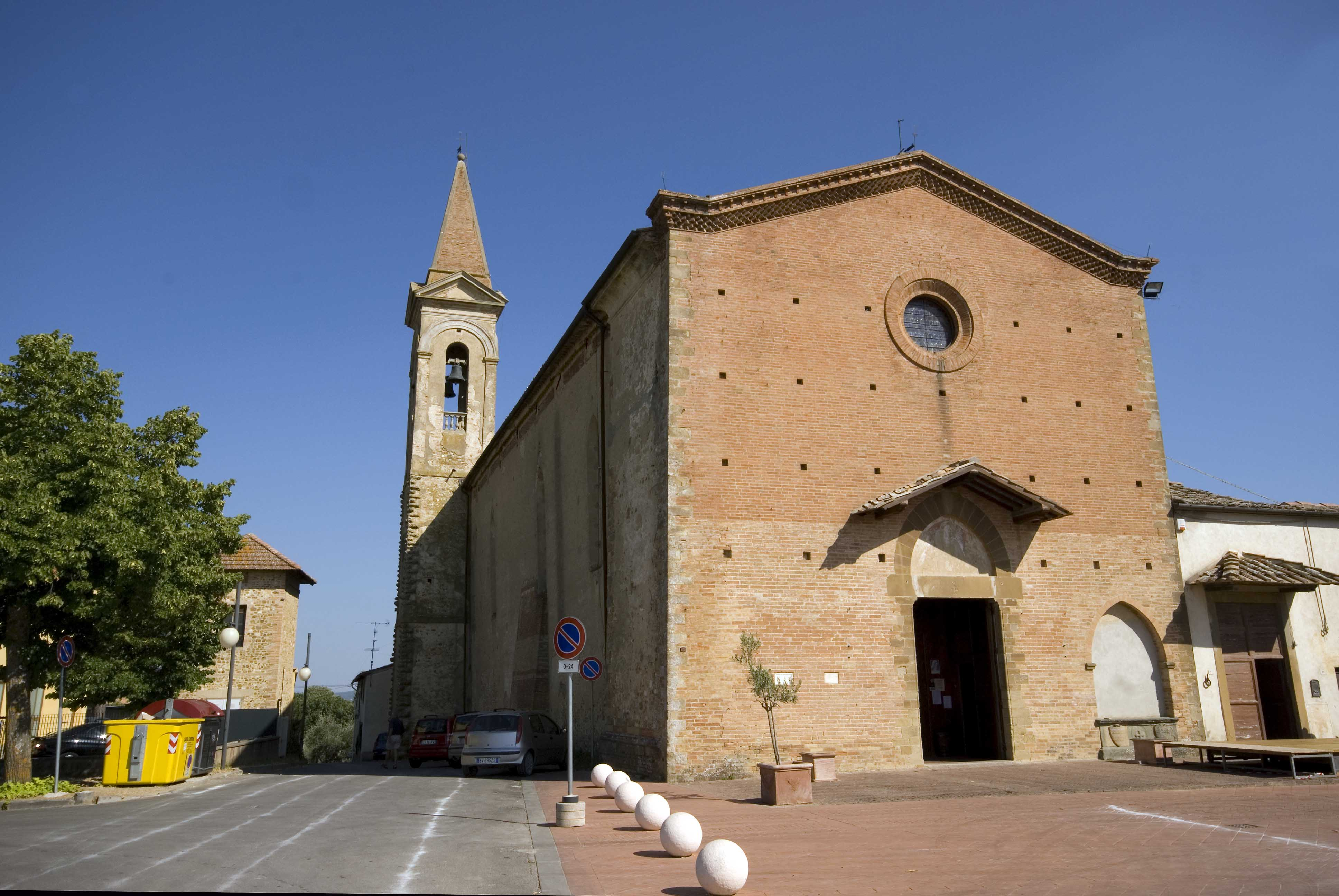
Kerk van Santa Lucia

Tavarnelle Val di Pesa is een plaats en voormalige gemeente in de Italiaanse metropolitane stad Florence (regio Toscane) en telt 7284 inwoners (31-12-2004). De oppervlakte bedraagt 57,0 km², de bevolkingsdichtheid is 128 inwoners per km². Tavarnelle Val di Pesa en de voormalige aangrenzende gemeente Barberino Val d'Elsa gingen op 1 januari 2019 beide op in de nieuwe fusiegemeente Barberino Tavarnelle.
De volgende frazioni maken deel uit van de gemeente: Morrocco, Sambuca Val di Pesa, San Donato in Poggio, Tignano en Badia a Passignano.

## Demografie
Tavarnelle Val di Pesa telt ongeveer 2763 huishoudens. Het aantal inwoners steeg in de periode 1991-2001 met 3,5% volgens cijfers uit de tienjaarlijkse volkstellingen van ISTAT.
| Jaar | Inwoneraantal |
| ---- | ------------- |
| 1991 | 6911          |
| 2001 | 7153          |

## Geografie
Tavarnelle Val di Pesa ligt op ongeveer 378 m boven zeeniveau.
Tavarnelle Val di Pesa grenst aan de volgende gemeenten: Castellina in Chianti (SI), Certaldo, Greve in Chianti, Montespertoli, San Casciano in Val di Pesa.

## Koninklijke familie
In 1975 kreeg prinses Beatrix van vrienden hier een huis met de naam Rocca dei Draconi. Tegenwoordig is het eigendom van koning Willem-Alexander, prins Constantijn en de kinderen van de overleden prins Friso. De koninklijke familie gaat regelmatig in Tavarnelle op vakantie.